# Riz Ahmed
Rizwan Ahmed (n. 1 decembrie 1982, Greater London, Anglia, Regatul Unit, cunoscut și sub numele de Riz MC) este un actor, rapper și activist britanic de origine pakistaneză. Ca actor, a câștigat un premiu Emmy și a primit nominalizări pentru un Glob de Aur și trei premii britanice pentru film independent.

## Filmografie

### Film
| An   | Titlu                        | Rol                          | Note                                  |
| ---- | ---------------------------- | ---------------------------- | ------------------------------------- |
| 2006 | The Road to Guantánamo       | Shafiq                       |                                       |
| 2008 | Shifty                       | Shifty                       |                                       |
| 2008 | Baghdad Express              | Talal                        | Scurt-metraj                          |
| 2009 | Rage                         | Vijay                        |                                       |
| 2010 | Four Lions                   | Omar                         |                                       |
| 2010 | Centurion                    | Tarak                        |                                       |
| 2011 | Black Gold                   | Ali                          |                                       |
| 2011 | Trishna                      | Jay                          |                                       |
| 2012 | Ill Manors                   | Aaron                        |                                       |
| 2012 | The Reluctant Fundamentalist | Changez Khan                 |                                       |
| 2013 | Closed Circuit               | Nazrul Sharma                |                                       |
| 2013 | Out of Darkness              | Male                         | Scurt-metraj                          |
| 2014 | Daytimer                     | N/A                          | regizor, scriitor; Scurt-metraj       |
| 2014 | Nightcrawler                 | Rick                         |                                       |
| 2016 | Jason Bourne                 | Aaron Kalloor                |                                       |
| 2016 | Una                          | Scott                        |                                       |
| 2016 | City of Tiny Lights          | Tommy Akhtar                 |                                       |
| 2016 | Rogue One                    | Bodhi Rook                   |                                       |
| 2018 | The Sisters Brothers         | Hermann Kermit Warm          |                                       |
| 2018 | Venom                        | Carlton Drake și Riot (voce) |                                       |
| 2019 | Sound of Metal               | Ruben Stone                  | De asemenea, producător executiv      |
| 2019 | Weathering with You          | Takai (voce)                 | dublaj engleză                        |
| 2020 | Mogul Mowgli                 | Zed                          | De asemenea, producător și scenarist  |
| 2020 | The Long Goodbye             | Riz                          | Scurt-metraj; de asemenea co-scriitor |
| 2021 | Flee                         | Amin Nawabi (voce)           | De asemenea, producător executiv      |
| 2021 | Encounter                    | Malik Khan                   |                                       |
| 2023 | Nimona                       | Ballister Boldheart (voce)   | În producție                          |

## Legături externe
- Riz Ahmed la Internet Movie Database